# Вагенфельд
Вагенфельд (нем. Wagenfeld) — община в Германии, в земле Нижняя Саксония.
Входит в состав района Дипхольц. Население составляет 6903 человека (на 31 декабря 2010 года). Занимает площадь 117,35 км².
| Год  | Население |
| ---- | --------- |
| 1990 | 7132      |
| 1995 | 7452      |
| 2000 | 7327      |
| 2005 | 7161      |
| 2010 | 6846      |